# Bogidiella talampuyensis
Bogidiella talampuyensis is een vlokreeftensoort uit de familie van de Bogidiellidae. De wetenschappelijke naam van de soort is voor het eerst geldig gepubliceerd in 1985 door Grosso & Glaps.